# Плотина-Мустаярви
Плотина-Му́стая́рви (фин. Plotina-Mustajärvi) — пресноводное озеро на территории Лоймольского сельского поселения Суоярвского района Республики Карелии.

## Физико-географическая характеристика
Располагается на высоте 86,0 метров над уровнем моря.
Форма озера лопастная, продолговатая: оно вытянуто с юго-запада на северо-восток. Берега изрезанные, каменисто-песчаные, местами заболоченные.
Через озеро течёт река Салмиламменоя (фин. Salmilammenoja), которая, протекая через озеро Салмилампи (фин. Salmilampi), вытекает из него под названием Варпаоя (фин. Varpaoja). Затем, протекая через озёра Сууриярви (фин. Suurijärvi), Воккалампи (фин. Bokkalampi), Ломалампи (фин. Lomulampi (Lomalampi)) и Маткалампи (фин. Matkalampi), ручей Варпаоя втекает в реку Хейняйоки (озеро Вируккалампи (фин. Viirukkalampi)), которая уже впадает в озеро Сюскюярви.
С севера в озеро впадает ручей Варпаоя, несущий воды озёр Кимаярви, Валкамаярви и Танкового.
С востока в озеро впадает ручей, несущий воды озёр Сариярви и Иоутсенъярви.
Острова на озере отсутствуют.
К западу от озера проходит просёлочная дорога.
Населённые пункты вблизи водоёма отсутствуют.

## Панорама

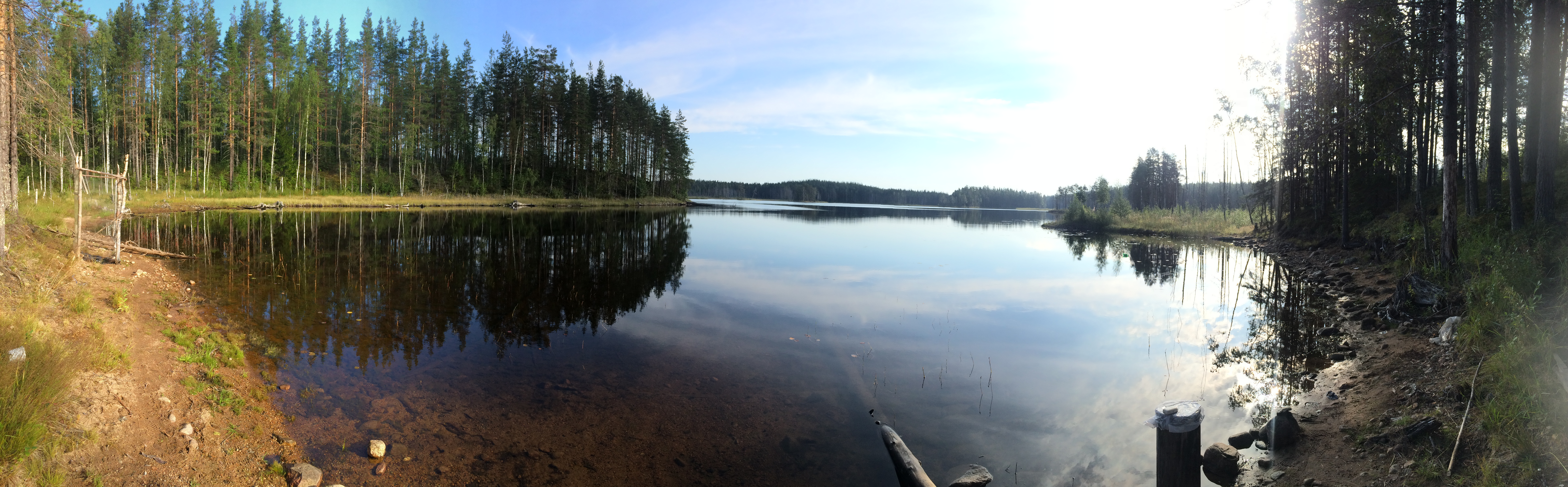
Панорама